# Aurelio G. Larraya
Aurelio Gutiérrez-Larraya Planas (Madrid,[cita requerida] España, 1921 - Calella, Barcelona, España, 1992) cuyo nombre artístico fue Aurelio G. Larraya, fue un director de fotografía español, miembro de una familia acomodada muy relacionada con el mundo artístico y cinematográfico de la Barcelona de principios de siglo XX.

## Historia

### Vida y carrera
Hijo de Tomás Gutiérrez-Larraya y Díaz de la Campa, profesor de Arte en la Real Academia Catalana de Bellas Artes, y de Ana Planas Codonyés, fue junto a su hermano Federico Gutiérrez-Larraya un destacado director de fotografía español, trabajando sobre todo en Televisión Española. Fue el pequeño de cuatro hermanos, cosa que hizo que lo apodaran en muchas ocasiones «el pequeño de la dinastía». Trabajó no solo como director de fotografía, sino que también de técnico iluminador de televisión. En muchas ocasiones trabajo en el cine, con grandes directores como Luis García Berlanga. Fue un personaje muy vinculado a la localidad barcelonesa de San Pol de Mar. Pero en 1977, sufrió un duro golpe emocional, cuando su esposa, Montserrat Garriga Casañas (1921-1977) falleció repentinamente de un derrame cerebral en su propia casa. La situación se volvió complicada, porque Montserrat dejaba huérfanos de madre a ocho hijos. Siguió trabajando en televisión, junto a su hermano Federico, hasta que en 1987, una mañana cuando iba al trabajo, fue atropellado, lo que le obligó a retirarse definitivamente. Falleció el 9 de octubre de 1989 en Calella (Barcelona).

### Filmografía

#### Como director de fotografía
Las más destacadas películas que realizó son las siguientes:
1. Larga noche de julio, de Lluis Josep Comerón
2. Fata morgana, de Vicente Aranda
3. ¡Vivan los novios!, de Luis García Berlanga
4. Españolear, de Jaime Jesús Balcázar
5. Su desconsolada esposa, de Miguel Iglesias, y con Paco Martínez-Soria
6. Julia y el celacanto, de Antonio Momplet, y con Concha Velasco

#### Como montador de películas
La más conocida es El bosque del lobo, de Pedro Olea.

### Historial nobiliario de la familia
Su padre, Tomás Gutiérrez-Larraya y Díaz de la Campa, profesor y escritor, estuvo a punto de recibir los títulos de Grandeza de España y Conde de Larraya de manos del rey Alfonso XIII, con quien mantuvo durante años una relación laboral y de amistad, pero por circunstancias históricas no le llegaron a ser otorgados definitivamente.